# CFU Club Championship 2009
De CFU Club Championship 2009 is de twaalfde editie van het CFU Club Championship. Het toernooi werd gespeeld van 18 maart 2009 tot en met 17 mei 2009. De top 3 plaatst zich voor de CONCACAF Champions League 2009-10.

## Gekwalificeerde clubs
De volgende clubs namen niet deel.
| Land                 | Nationale voetbalbond                    | Deelnemer(s)                              |
| -------------------- | ---------------------------------------- | ----------------------------------------- |
| Antigua en Barbuda   | Antigua and Barbuda Football Association | Hoppers                                   |
| Aruba                | Arubaanse Voetbal Bond                   | Britannia                                 |
| Dominica             | Dominica Football Association            | Centre Bath Estate                        |
| Guyana               | Guyana Football Federation               | Alpha United                              |
| Haïti                | Fédération Haïtienne de Football         | AS Cavaly Tempête                         |
| Nederlandse Antillen | Nederlands Antilliaanse Voetbal Unie     | CSD Barber                                |
| Puerto Rico          | Federación Puertorriqueña de Fútbol      | Puerto Rico Islanders‡ Sevilla Bayamón FC |
| Suriname             | Surinaamse Voetbal Bond                  | Inter Moengotapoe                         |
| Trinidad en Tobago   | Trinidad and Tobago Football Federation  | San Juan Jabloteh† W Connection           |

Opmerkingen
- † San Juan Jabloteh is geplaatst en zal starten in de tweede ronde.[1][2][3]
- ‡ Puerto Rico Islanders is geplaatst en zal starten in de derde ronde.[3]
- Twee clubs trokken zich terug een dag voor de loting: Portmore United uit Jamaica en SV Racing Club uit Aruba.
- De volgende leden van de CFU deden niet mee: Anguilla, Bahama's, Barbados, Bermuda, Britse Maagdeneilanden, Kaaiman Eilanden, Cuba, Dominicaanse Republiek, Frans Guyana, Grenada, Guadeloupe, Jamaica, Martinique, Montserrat, Saint Kitts en Nevis, Saint Lucia, Sint Maarten, Sint Vincent en de Grenadines, Sint Maarten, Turks- en Caicoseilanden, en Amerikaanse Maagdeneilanden.

## Competitieopzet
De loting voor de eerste ronde vond plaats in New York in het hoofdkwartier van de CONCACAF op 15 januari 2009. De eerste ronde werd over twee wedstrijden gespeeld op 18 maart en 25 maart 2009. Na deze ronde zal er opnieuw geloot worden voor de tweede ronde die ook over twee wedstrijden zal worden gespeeld in april. De halve finale, de finale en de wedstrijd voor de 3e plaats zal worden gespeeld in Trinidad en Tobago. De halve finales worden over een duel gespeeld op 15 mei 2009 terwijl de finale twee dagen later plaatsvindt.

## Loting
Aan de eerste ronde worden 10 clubs verdeeld over twee potten.
| Pot 1                                                 | Pot 2                                                                   |
| ----------------------------------------------------- | ----------------------------------------------------------------------- |
| W Connection Tempête Cavaly Inter Moengotapoe Hoppers | Britannia Sevilla Bayamón FC CSD Barber Alpha United Centre Bath Estate |

## Eerste ronde
- De heenduels werden gespeeld tussen 18 maart en 22 maart 2009
- De returns werden gespeeld tussen 25 maart en 30 maart 2009[4]

| Team 1             | Tot. | Team 2            | 1e wedstr. | 2e wedstr. |
| ------------------ | ---- | ----------------- | ---------- | ---------- |
| Sevilla Bayamón FC | 3-5  | Hoppers FC        | 3-3        | 0-2        |
| Centre Bath Estate | 1-17 | W Connection      | 0-5        | 1-12       |
| Tempête            | 3-1  | Alpha United      | 1-1        | 0-2        |
| Britannia          | 0-6  | Cavaly            | 5-0        | 1-0        |
| CSD Barber         | 2-3  | Inter Moengotapoe | 1-3        | 1-0        |

### Heenduels
|               |              |     |                                |                   |
| 18 maart 2009 | CSD Barber   | 1-3 | Inter Moengotapoe              | Bandabou, Curaçao |
| 18 maart 2009 | Cassiani 34' |     | Amoeferie 37' Vlijter 57', 75' | Bandabou, Curaçao |

|               |                    |                                              |              |               |
| 18 maart 2009 | Centre Bath Estate | 0-5                                          | W Connection | Windsor Park, |
| 18 maart 2009 |                    | Hector 8', 30', 61' Fana Frias 51' Smith 90' |              | Windsor Park, |

|               |              |     |         |  |
| 21 maart 2009 | Alpha United | 1-1 | Tempête |  |
| 21 maart 2009 |              |     |         |  |

|               |                                        |     |                              |                                                        |
| 21 maart 2009 | Sevilla Bayamón FC                     | 3-3 | Hoppers FC                   | Juan Ramón Loubriel Stadium, Bayamón Toeschouwers: 500 |
| 21 maart 2009 | Maya 16' (pen.) Figueroa 42' Pérez 69' |     | Frederick 56' 74' Dublin 90' | Juan Ramón Loubriel Stadium, Bayamón Toeschouwers: 500 |

|               |        |                                           |           |                             |
| 22 maart 2009 | Cavaly | 0-5                                       | Britannia | Stade Sylvio Cator, Léogane |
| 22 maart 2009 |        | Alliance 18' André 28' 45' Milien 71' 79' |           | Stade Sylvio Cator, Léogane |

#### Returns
|                             | |      |                    |                                                                    |
| 25 maart 2009 19:00 (UTC−4) | W Connection                                                                                          | 12-1 | Centre Bath Estate | Manny Ramjohn Stadium, Marabella Scheidsrechter: Stanley Lancaster |
| 25 maart 2009 19:00 (UTC−4) | Frias 5' 7' Toussaint 16' 39' 56' Williams 36' Viveros 44' Aras 52' Bartholomew 65' 81' 88' Smith 82' |      | Benjamin 26'       | Manny Ramjohn Stadium, Marabella Scheidsrechter: Stanley Lancaster |

W Connection wint met 17–1 over twee wedstrijden.
|                          |                     |     |              |                         |
| 5 april 2009 15:00 UTC−5 | Tempête             | 2-0 | Alpha United | Parc Levelt, Saint-Marc |
| 5 april 2009 15:00 UTC−5 | Cadet 12' Sirin 71' |     |              | Parc Levelt, Saint-Marc |

Tempête wint met 3–1 over twee wedstrijden.
|                           |                    |                          |            |                                       |
| 29 maart 2009 16:30 UTC−4 | Sevilla Bayamón FC | 0-2                      | Hoppers FC | Antigua Recreation Ground, St. John's |
| 29 maart 2009 16:30 UTC−4 |                    | Thomas 15' Frederick 63' |            | Antigua Recreation Ground, St. John's |

Hoppers wint met 5–3 over twee wedstrijden.
|                             |           |            |        |                                             |
| 29 maart 2009 19:00 (UTC−4) | Britannia | 0-1        | Cavaly | Franklin J. Th. Bareño Stadium, Piedra Plat |
| 29 maart 2009 19:00 (UTC−4) |           | Valdo 45+' |        | Franklin J. Th. Bareño Stadium, Piedra Plat |

Cavaly wint met 6–0 over twee wedstrijden.
|                           |                   |          |            |                                     |
| 25 maart 2009 20:00 UTC−4 | Inter Moengotapoe | 0-1      | CSD Barber | André Kamperveenstadion, Paramaribo |
| 25 maart 2009 20:00 UTC−4 |                   | Lake 14' |            | André Kamperveenstadion, Paramaribo |

Inter Moengotapoe wint met 3–2 over twee wedstrijden.

## Tweede ronde
San Juan Jabloteh is geplaatst en heeft een bye naar de tweede ronde. Het heenduel is gespeeld op 13 april 2009 en de return zal worden gespeeld op 20 april 2008.
| Team 1            | Tot.  | Team 2            | 1e wedstr. | 2e wedstr. |
| ----------------- | ----- | ----------------- | ---------- | ---------- |
| San Juan Jabloteh | 5 – 2 | Inter Moengotapoe | 2 – 1      | 3 – 1      |
| Hoppers           | 0-8   | Tempête           | 0 – 4      | 0-4        |
| W Connection      | 4 – 1 | Cavaly            | 3 – 1      | 1 – 0      |

### Heenduels
|                           |                       |       |                   |                                  |
| 13 april 2009 18:30 UTC−4 | San Juan Jabloteh     | 2 – 1 | Inter Moengotapoe | Manny Ramjohn Stadium, Marabella |
| 13 april 2009 18:30 UTC−4 | Forbes 16' Oliver 86' |       | Pinas 72'         | Manny Ramjohn Stadium, Marabella |

|                           |                                     |       |               |                                  |
| 13 april 2009 20:30 UTC−4 | W Connection                        | 3 – 1 | Cavaly        | Manny Ramjohn Stadium, Marabella |
| 13 april 2009 20:30 UTC−4 | Viveros 3' Toussaint 49' Hector 55' |       | Millien 90+3' | Manny Ramjohn Stadium, Marabella |

|                           |         |                                          |         |                                       |
| 20 april 2009 18:30 UTC−4 | Hoppers | 0 – 4                                    | Tempête | Antigua Recreation Ground, St. John's |
| 20 april 2009 18:30 UTC−4 |         | Herold 28' Thompson 35' Eliphene 43' 71' |         | Antigua Recreation Ground, St. John's |

### Return
|                           |                   |       |                                  |                                                          |
| 20 april 2009 20:00 UTC−4 | Inter Moengotapoe | 1 – 3 | San Juan Jabloteh                | André Kamperveenstadion, Paramaribo Toeschouwers: ~3.000 |
| 20 april 2009 20:00 UTC−4 | Bron 3'           |       | Glen 13' Jamerson 47' Primus 66' | André Kamperveenstadion, Paramaribo Toeschouwers: ~3.000 |

San Juan Jabloteh wint 5–2 over twee wedstrijden.
|                           |        |              |              |                                    |
| 24 april 2009 16:00 UTC−5 | Cavaly | 0 – 1        | W Connection | Stade Sylvio Cator, Port-au-Prince |
| 24 april 2009 16:00 UTC−5 |        | Oliveira 30' |              | Stade Sylvio Cator, Port-au-Prince |

W Connection wint met 4–1 over twee wedstrijden.
|                        |                               |     |         |                         |
| 1 mei 2009 16:00 UTC−5 | Tempête                       | 4-0 | Hoppers | Parc Levelt, Saint-Marc |
| 1 mei 2009 16:00 UTC−5 | Fils 26' 31' 56' Thompson 72' |     |         | Parc Levelt, Saint-Marc |

Tempête wint met 8–0 over twee wedstrijden.

### Halve finale
|                         |                                |                       |         |                            |
| 15 mei 2009 17:00 UTC−4 | Puerto Rico Islanders          | 2 – 0 (na extra tijd) | Tempête | Marvin Lee Stadium, Macoya |
| 15 mei 2009 17:00 UTC−4 | Jagdeosingh 102' Villegas 114' |                       |         | Marvin Lee Stadium, Macoya |

|                         |                   |       |                      |                            |
| 15 mei 2009 19:30 UTC−4 | San Juan Jabloteh | 1 – 2 | W Connection         | Marvin Lee Stadium, Macoya |
| 15 mei 2009 19:30 UTC−4 | John 65'          |       | Frias 35' Hector 37' | Marvin Lee Stadium, Macoya |

### Troostfinale
|                         |                   |       |                      |                            |
| 17 mei 2009 16:00 UTC−4 | Tempête           | 1 – 2 | San Juan Jabloteh    | Marvin Lee Stadium, Macoya |
| 17 mei 2009 16:00 UTC−4 | Murray 55' (e.d.) |       | Glen 33' E. John 44' | Marvin Lee Stadium, Macoya |

### Finale
|                         |              |       |                       |                            |
| 17 mei 2009 18:30 UTC−4 | W Connection | 2 – 1 | Puerto Rico Islanders | Marvin Lee Stadium, Macoya |
| 17 mei 2009 18:30 UTC−4 | Frias 7' 21' |       | Nuñez 36'             | Marvin Lee Stadium, Macoya |